# Кожушко, Александр Михайлович
Александр Михайлович Кожушко (10 апреля 1928, Коржумары — 26 ноября 2011) — советский железнодорожник и государственный деятель, заслуженный работник транспорта Украины.

## Биография
Родился 10 апреля 1928 года в селе Коржумары Криничанского района (ныне в Днепропетровской области) в украинской крестьянской семье.
В 1944—1948 годах учился в Днепропетровском техникуме железнодорожного транспорта, по окончании которого был распределён на Бессарабское отделение Кишинёвской железной дороги.
С 1953 года переведён на Одесское отделение Одесско-Кишиневской железной дороги. Работал поездным диспетчером, заместителем начальника отдела движения Одесского отделения.
В 1965 году окончил Днепропетровский институт инженеров железнодорожного транспорта и был назначен начальником станции Одесса-Застава I.
С марта 1966 года возвращается в аппарат Одесского отделения на должность начальника отдела движения, с декабря 1969 года — заместитель начальника Одесского отделения.
В 1971 году назначается начальником службы движения — заместителем начальника Одесско-Кишиневской железной дороги.
С 1977 года — начальник Одесско-Кишинёвской железной дороги, а с 1979 года — начальник Одесской железной дороги.
С 1981 до 20 июля 1994 года занимал должность начальника Донецкой железной дороги. При нем Донецкая железная дорога стала одной из наиболее высокооснащенных, как в техническом, так и в социальном плане, а также стала одним из неоспоримых лидеров в грузовой работе на сети железных дорог Советского Союза.
Избирался депутатом Верховного Совета УССР 10-11-го созывов (1981—1990) и Верховной Рады Украины II созыва (1994—1998). Возглавлял комитет Верховной Рады по вопросам транспорта и связи, был непосредственным создателем и автором Закона Украины «О железнодорожный транспорт». Член фракции КПУ.
Умер 26 ноября 2011 года.

## Награды
Награжден орденами Ленина, Октябрьской Революции, Трудового Красного Знамени, медалями. Дважды награждался нагрудным знаком «Почётный железнодорожник».
Удостоен почетного звания «Заслуженный работник транспорта Украины». Лауреат государственных премий.